# Angles-sur-l’Anglin
Angles-sur-l’Anglin [ɑ̃ɡl syʁ lɑ̃ɡlɛ̃] ist eine französische Gemeinde im Département Vienne im Norden der Region Nouvelle-Aquitaine nahe der Mündung des Anglin in die Gartempe. Der Ort mit 362 Einwohnern (Stand 1. Januar 2022) ist als eines der Plus beaux villages de France (Schönste Dörfer Frankreichs) klassifiziert.

## Geschichte

### Ursprünge

#### Vorgeschichtliche Wurzeln

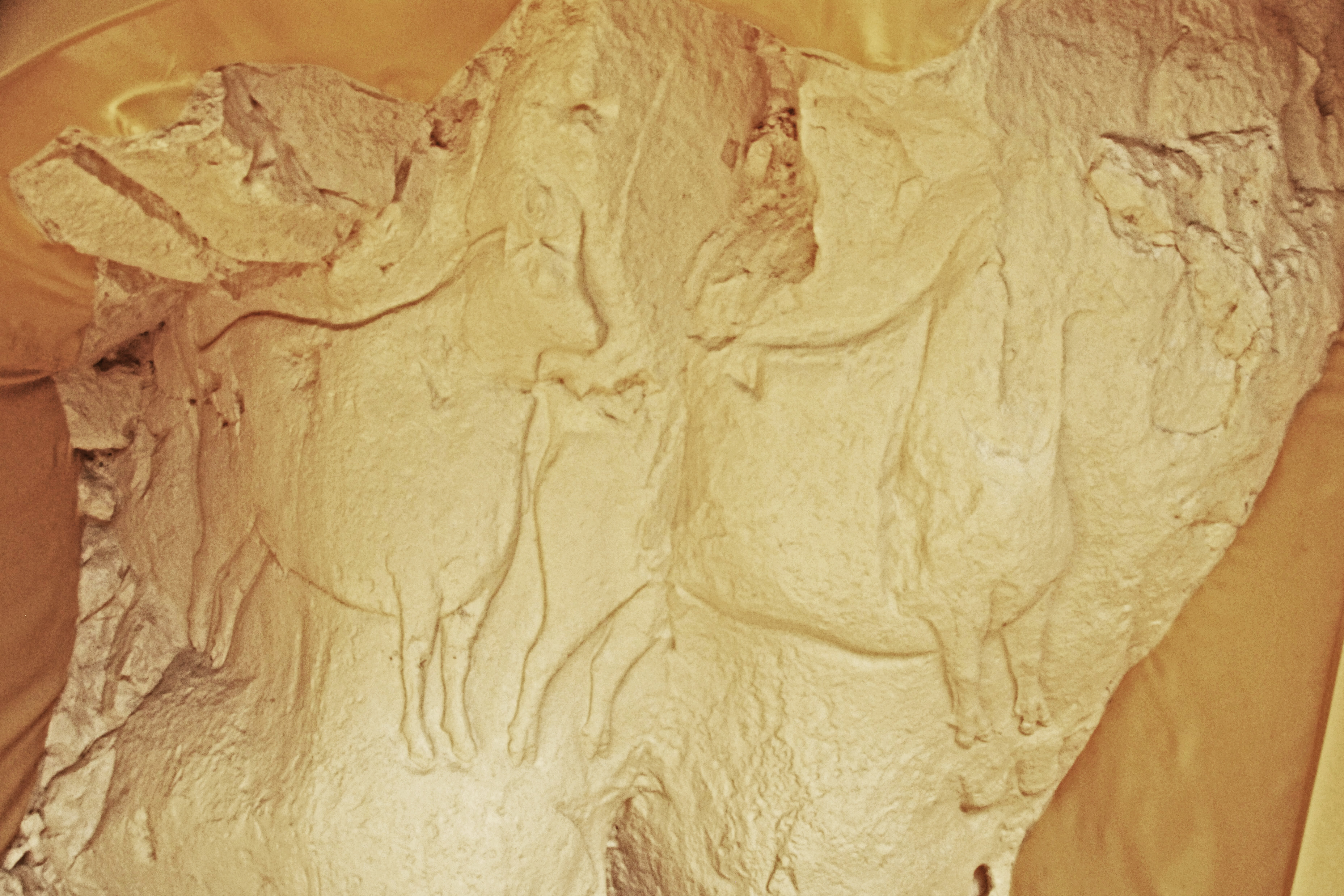
Steinbock-Reliefs (Nachbildung)

Die Entdeckung des prähistorischen Roc aux Sorciers (Felsen des Zauberers) aus dem Magdalenien hat bestätigt, dass der Cro-Magnon-Mensch bereits vor etwa 14.000 Jahren am Ufer des Anglin gelebt hat.
Der Fundort, etwa eineinhalb Kilometer außerhalb des Ortes auf der rechten Flussseite, erstreckt sich über etwa fünfzig Meter und wird in zwei separate Abschnitte unterteilt.
- Der „Taillebourg-Keller“: In ihm wurden bereits 1927 die Spuren des mittleren Magdalénien durch Sir Rousseau gefunden. Im Jahre 1947 führten die Forscherinnen Saint-Mathurin und Garrod die Ausgrabungen im Keller weiter und entdeckten das Relief eines Steppenwisents (Bison priscus).
- Der „Abri von Bourdois“: Hier öffneten die beiden Wissenschaftlerinnen einen Graben, der zur Entdeckung eines skulptierten Frieses aus dem Magdalenien führte.

Weitere Grabungen schafften reiche Funde von Knochen- und Steinwerkzeugen zu Tage. In dem imposanten Gewölbe des Taillebourg-Kellers wurden ganze Herden von Steppenwisent-Reliefs freigelegt, außerdem Skulpturen mehrerer Pferde, die Büste eines Mannes im Profil und weibliche Körperpartien.

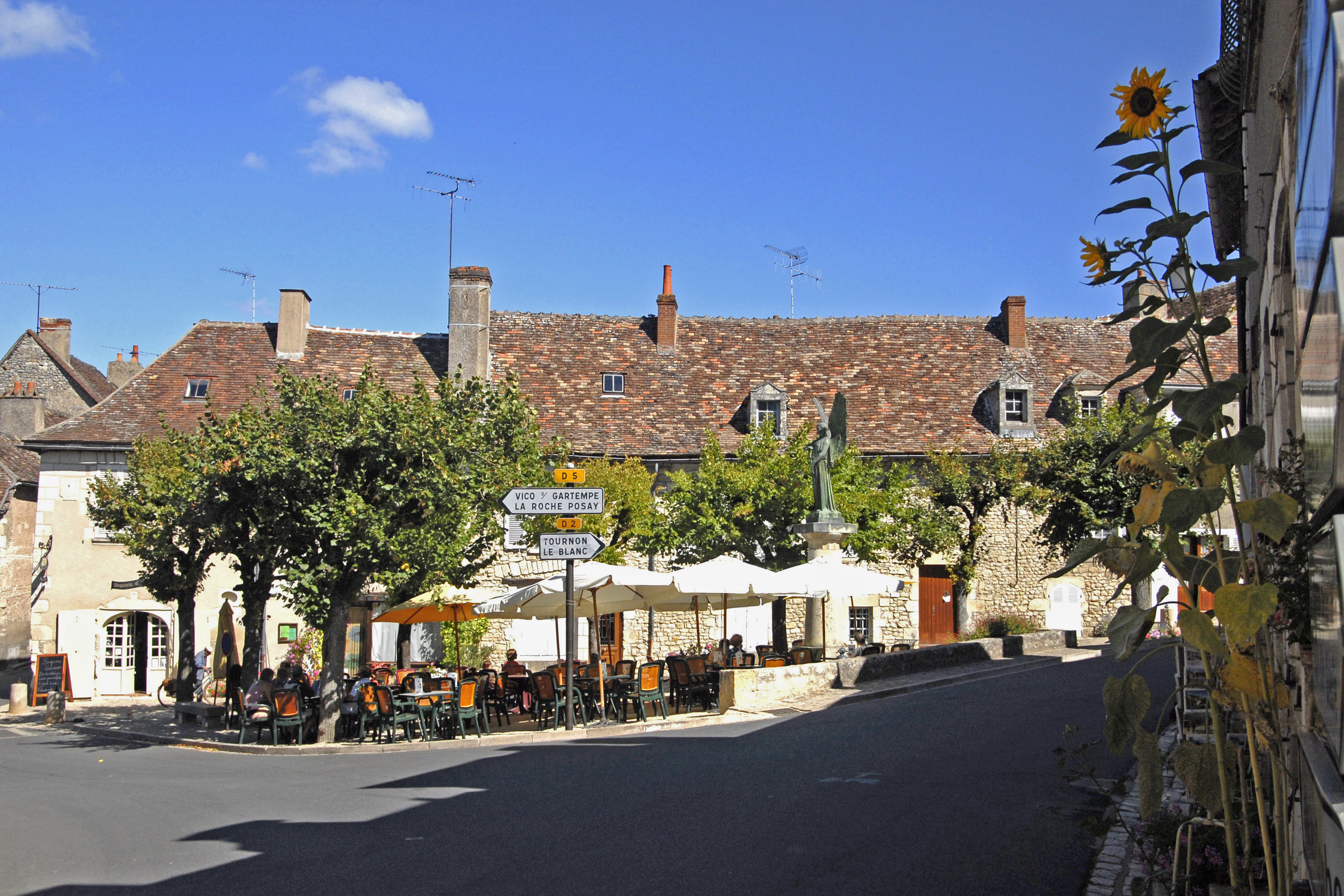
Marktplatz

Diese Funde von höchster Qualität und besonderem Interesse machen Angles-sur-l’Anglin zu einem bedeutenden Ort der Frühgeschichte.

#### Ursprung des Ortsnamens
Der Name des Ortes und des Flusses weist auf den Germanenstamm der Angeln hin, die im 5. Jahrhundert n. Chr. auf die britische Insel übersiedelten. Ein versprengter Teil des Volksstammes blieb auf dem Festland und wurde von Karl dem Großen an den Ufern des Flusses angesiedelt, der später nach ihm benannt wurde. Der Wortstamm „Angeln“ findet sich im deutschen wie auch französischen Ländernamen „England“ bzw. angleterre wieder.

#### Vorläufer der Burg

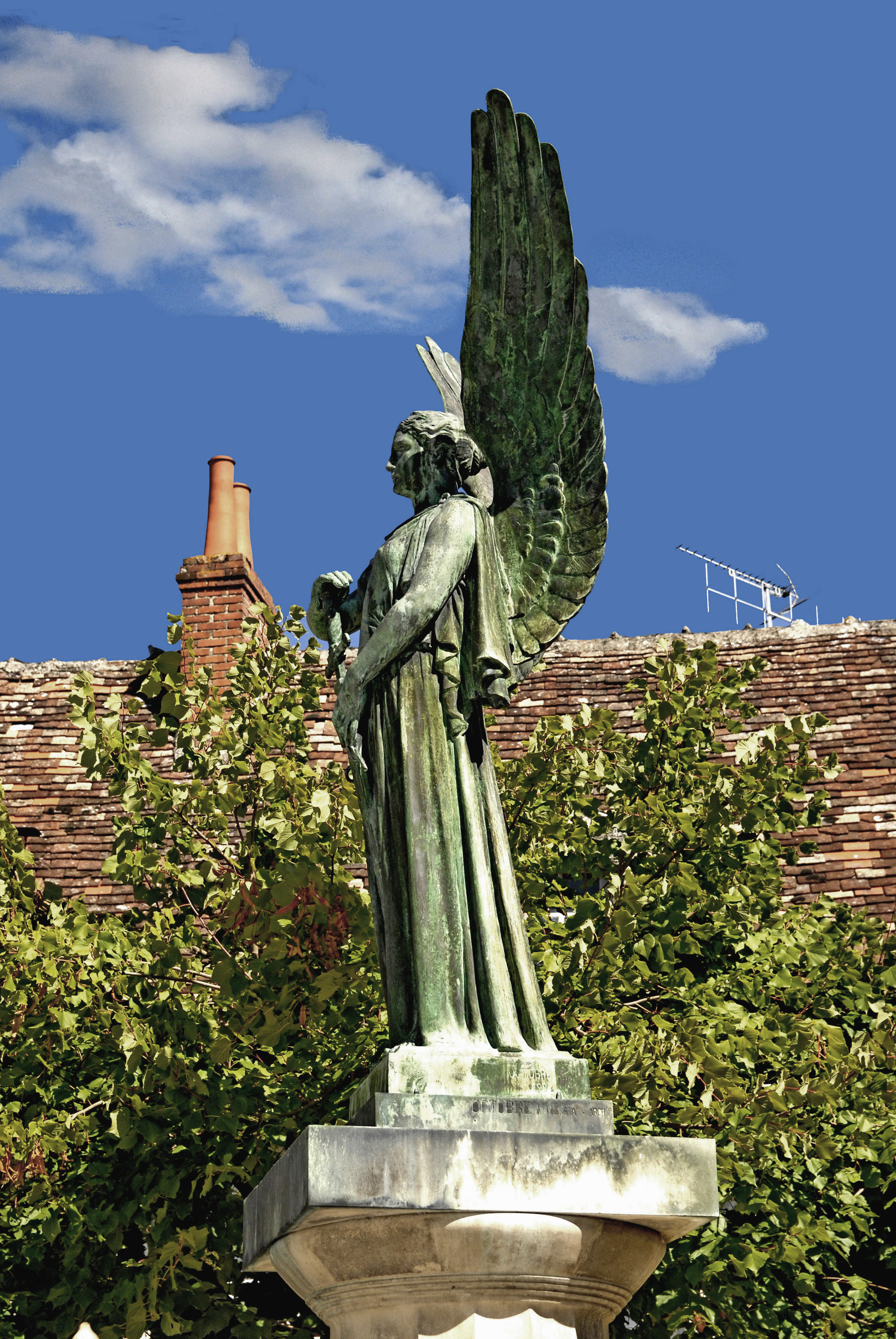
Engelstatue auf dem Marktplatz

Auf dem Höhepunkt der Felsklippe, oberhalb der heutigen Burgruine, war der Standort einer „Motte“, eines Erd- oder Felshügels, von einem hölzernen Wachturm gekrönt, einem Vorläufer des Bergfrieds oder Donjons. Auf ihr steht heute die im 12. Jahrhundert errichtete Kapelle Saint-Pierre. Die Reste der Motte finden sich in ihrer engeren Umgebung.

### Hochmittelalter
Die erste Burgfeste aus Stein wurde von Gilbert, einem Bischof von Poitiers (975–1020), auf der felsigen Klippe direkt über dem Fluss erbaut. Die Lage auf dem über 40 Meter senkrecht aus dem Talgrund aufragenden Felsrücken war schon damals prädestiniert für eine militärische Festung, vor allem aus ökonomischer Sicht. Auf der nach Süden weisenden Talseite konnte man sich aufwändige Befestigungen weitgehend ersparen, da der senkrechte Fels eine natürliche Festung anbot.
Auf der östlichen „Kopfseite“ und „im Schatten“ der Burg entwickelte sich am Fuß des Steilfelsens eine Unterstadt. Im Norden der Burg entstand die Oberstadt, von ihr durch einen Taleinschnitt getrennt. Burg und Ortschaft erhielten 1025 die Stadtrechte.
Nach 1025 wurde die Kommandantur der Garnison von Angles einem Cousin des Bischofs Gaucelme Roy anvertraut, und seinem Neffen. Im selben Jahr hat man eine steinerne Brücke über den Fluss gebaut, die noch bis zum Jahr 1741 Bestand hatte.
Die Abtei von St. Croix mit ihrer Kirche wurde im Jahr 1040 von Isembert I., einem Bischof von Poitiers gegründet, und zwar auf der der Burg gegenüber liegenden linken Flussseite. Ihre Mönche lebten nach den Regeln der Benediktiner.

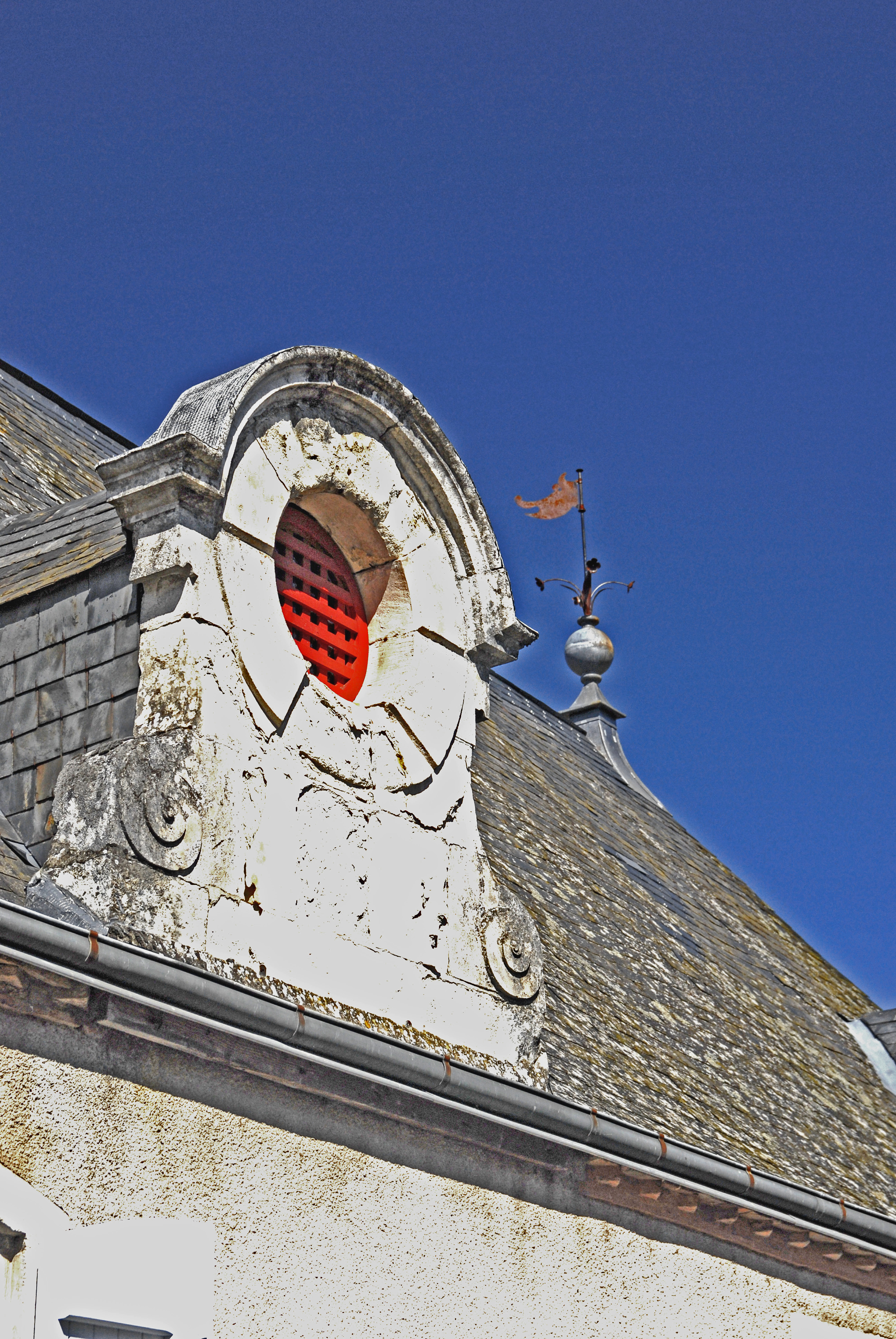
Dachgaube, im Renaissance-Stil

Nach 1070 gewährte der Bischof von Poitiers Isembert II. dem Kloster St. Croix mehr Selbstständigkeit. Im Jahr 1088 bot Hugues VI. von Lusignan die Kirche der Abtei Saint-Cyprien in Poitiers an. Der Nachfolger Isemberts II., namens Pierre, gewährte 1090 auch der Gemeinde der Oberstadt, Saint-Pierre, auf dem rechten Flussufer, mehr Autorität.
Nach 1094 ersetzte Papst Urban II. die Benediktinermönche durch Kanoniker, die nach den Regeln des Ordens der Augustiner lebten und die Abtei bis zur Revolution hielten.
Die Burg war in Händen derer von Lusignan. Im Jahr 1096, bevor Hugo von Lusignan und sein Sohn Hugo zum Kreuzzug aufbrachen, gewährte ihnen der Abt von Poitiers die Gewinne aus der Abtei. Die Barone von Lusignan verwalteten ihre Burg und die Ortschaft mit direkten Abgaben, völlig unabhängig, ohne Tribut oder andere Verpflichtungen gegenüber den Bischöfen von Poitiers. Sie ließen die Burg, insbesondere den Donjon, im wehrtechnischen Sinn verstärken.

### Spätmittelalter

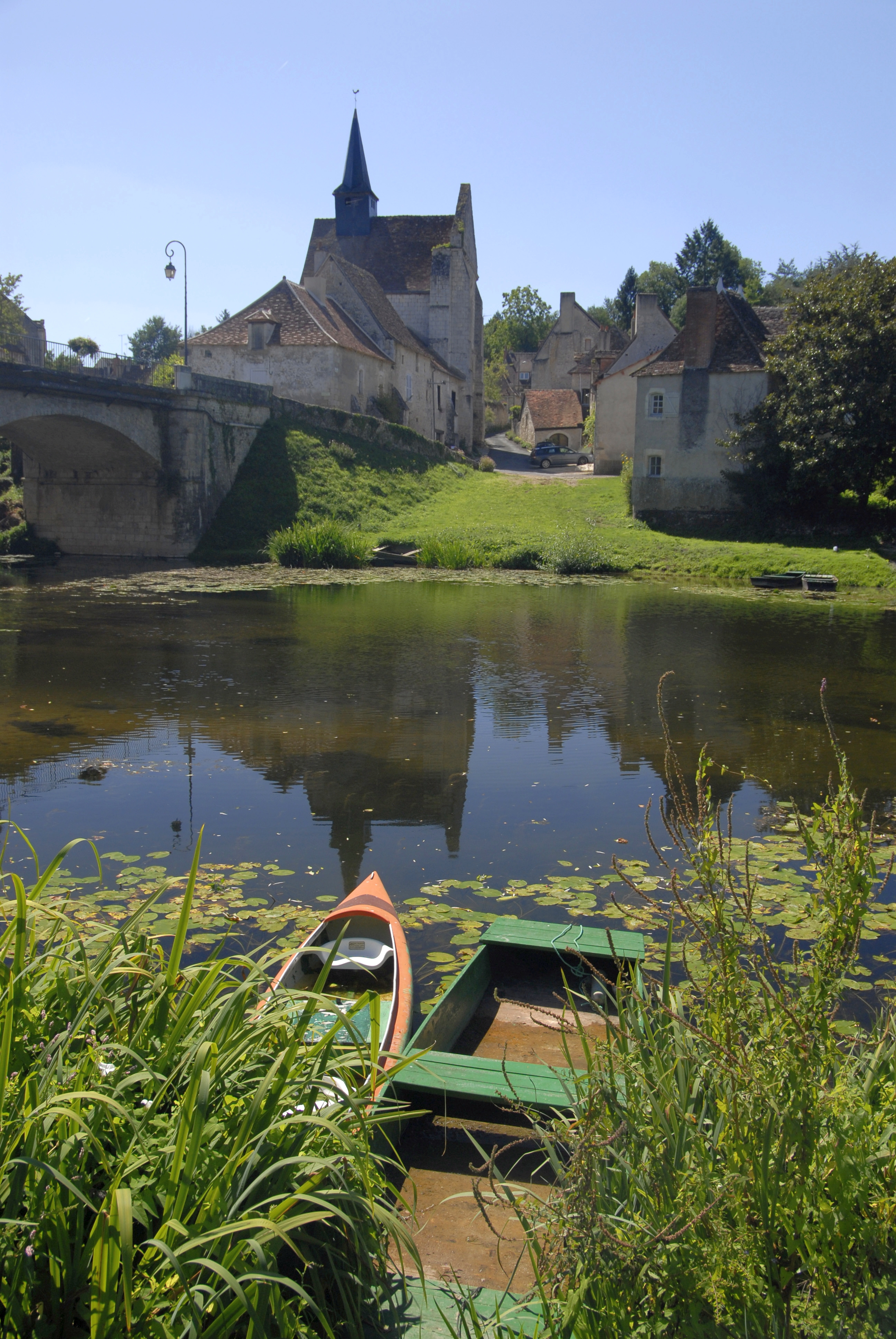
Saint-Croix mit ehemaliger Abteikirche

Die Herren von Lusignan verließen allmählich ihr Land, sie verkauften oder tauschten es. Im Jahr 1268 gab Wilhelm von Lezay-Lusignan die Burg und ihre Rechte im Tausch gegen die Anwesen von Villefagnan an die Bischöfe von Poitiers. Am 21. März 1281 verkaufte Hélie Lusignan mit Unterstützung von Papst Bonifatius VIII. gegen Philipp den Schönen zwei Drittel des Landes an den Bischof von Gautier Brügge, dessen Exil es wurde.
Im 14. Jahrhundert, der Hundertjährige Krieg hatte begonnen, verteidigte die Familie Oyré die Burg für die Bischöfe. Eines ihrer Mitglieder, Guichard IV., wurde für seine Leistungen in der Schlacht von Poitiers im Jahr 1356 gefeiert, das er an der Seite von Jean II. (dem Guten) mutig verteidigt hatte. Er kämpfte dann unter dem Kommando von Edward of Woodstock, dem „Schwarzen Prinzen“, der den Auftrag erhalten hatte, dem König von Frankreich zu gehorchen, ihrem neuen Verbündeten. Er wurde Nachfolger von Leo, dem Sohn des Gouverneurs des „Schwarzen Prinzen“. Er verschönerte seine Burg, die den Namen Château Guichard erhielt.
Am 23. Mai 1372, belagerte Bertrand des Guesclin die Burg und nahm sie ein (oder das, was Kapitän Pierre Gedoin ihm ohne Gegenleistung übergab), und das Dorf war weitgehend zerstört. Die Bischöfe von Poitiers wurden danach wieder die alleinigen Herren des Châteaus.
Noch vor Ablauf des Hundertjährigen Kriegs, zu Beginn des 15. Jahrhunderts, beschlossen zwei Bischöfe von Poitiers die Erneuerung der alten Festung. Im 15. Jahrhundert arbeiteten die Mönche der Abtei St.-Croix für den Wiederaufbau des Dorfes, sie verkauften dazu von 1441 bis 1482 viele Ländereien. Die Messen wurden ab 1481 in der wiederhergestellten Kirche gefeiert.
Hugues de Combarel erbaute in der Festung einen Wohntrakt im Stil der Renaissance. Das Interesse an Vergnügungen bekam Vorrang vor dem Interesse an der Verteidigung. Auch der alte Donjon wurde entsprechend geändert. Am Ende des 15. Jahrhunderts gingen die schönen Tage der Festung zu Ende.

### Moderne
Darauf folgen die Religionskriege. Die Burg blieb aber noch eine Festung von Bedeutung, die man während der Religionskriege sicherstellen wollte.
Im Jahr 1567 brachte Admiral Coligny dort eine Garnison Protestanten unter, die sich in der Burg bis 1571 verschanzten, bis zum Tag, an dem er Gouverneur von Châtellerault wurde. Die Abtei wurde von den Protestanten zerstört.
Ihr Abt Boivert war in der Folge ein Führer der Katholiken, die noch schlimmer wüteten. Im Jahr 1591, stießen die
Ligueurs (Partner der Liga) auf die Burg und plünderten sie. 1650 kam es zu weiteren Plünderungen. Im Jahr 1652 wurde der Herzog von Roanne, Kommandant der königlichen Truppen, die gegen die Frondeurs des Poitou kämpften.
Die Stadt Angles-sur-l’Anglin war im 16. und 17. Jahrhundert eine regelmäßige Einnahmequelle für die Bischöfe von Poitiers. Es gibt Berichte, dass die Abhaltung von Messen, der Backofen und die Mühle (vom Fluss mehrfach weggeschwemmt, in den Jahren 1646, 1657 und 1699, die auch heute noch mit ihrem Rad existiert) nach 1650 immerhin 6200 Pfund einbrachten.
Diese Einkommens-Schwerpunkte deuten auf einen gewissen Wohlstand der kleinen Stadt hin, an der Kreuzung von drei Provinzen (Poitou, Berry und Touraine), einem Ort, in dem der Handel florierte. Es scheint, dass manche ihn für den Schmuggel von Salz benutzten, um ihr Einkommen zu verbessern. Das führte zur Einrichtung eines städtischen Salzlagers auf dem Dachboden des „Steueramtes“ (Gabelle) in der Stadt im Jahr 1664.
Hingegen wurde die Burg nicht wiederhergestellt. Durch die großen Schäden aus den Bürgerkriegen hat man sie im 18. Jahrhundert offiziell aufgegeben, nach einem Antrag an das Parlament in Paris. Man verzichtete im Jahr 1708 auf die Anforderung einer Restaurierung des Châteaus, geschätzt auf 10 Jahre Einkünfte aus Lehen, oder 50000 £, es schloss aber die notdürftigste Reparatur der Burg in Höhe von 2000 Pfund ein.
Die Brücke wurde im Jahr 1741 entfernt, aber nicht ersetzt. Man begnügte sich mit einer Fähre. Der Bau einer Brücke hätte 20.000 Pfund gekostet, und die Situation des Ortes am Kreuzungspunkt dreier Provinzen war ziemlich kompliziert.
Im Jahr 1792 wurde die Burg zur Ruine erklärt, blieb aber beschlagnahmt und die Gemeinde entschied über die Verwendung der Steine zum Abbruch. Aber da der Zugang schwierig und die Nachfrage gering war, konnten die Ruinen gerettet werden.
Die Gemeinde übernahm die Festung für den symbolischen Franken im Jahr 1986 und setzt sich für deren Schutz ein.

### Bevölkerungsentwicklung
| Jahr      | 1962 | 1968 | 1975 | 1982 | 1990 | 1999 | 2007 | 2018 |
| Einwohner | 689  | 665  | 581  | 465  | 424  | 365  | 391  | 353  |

## Sehenswertes

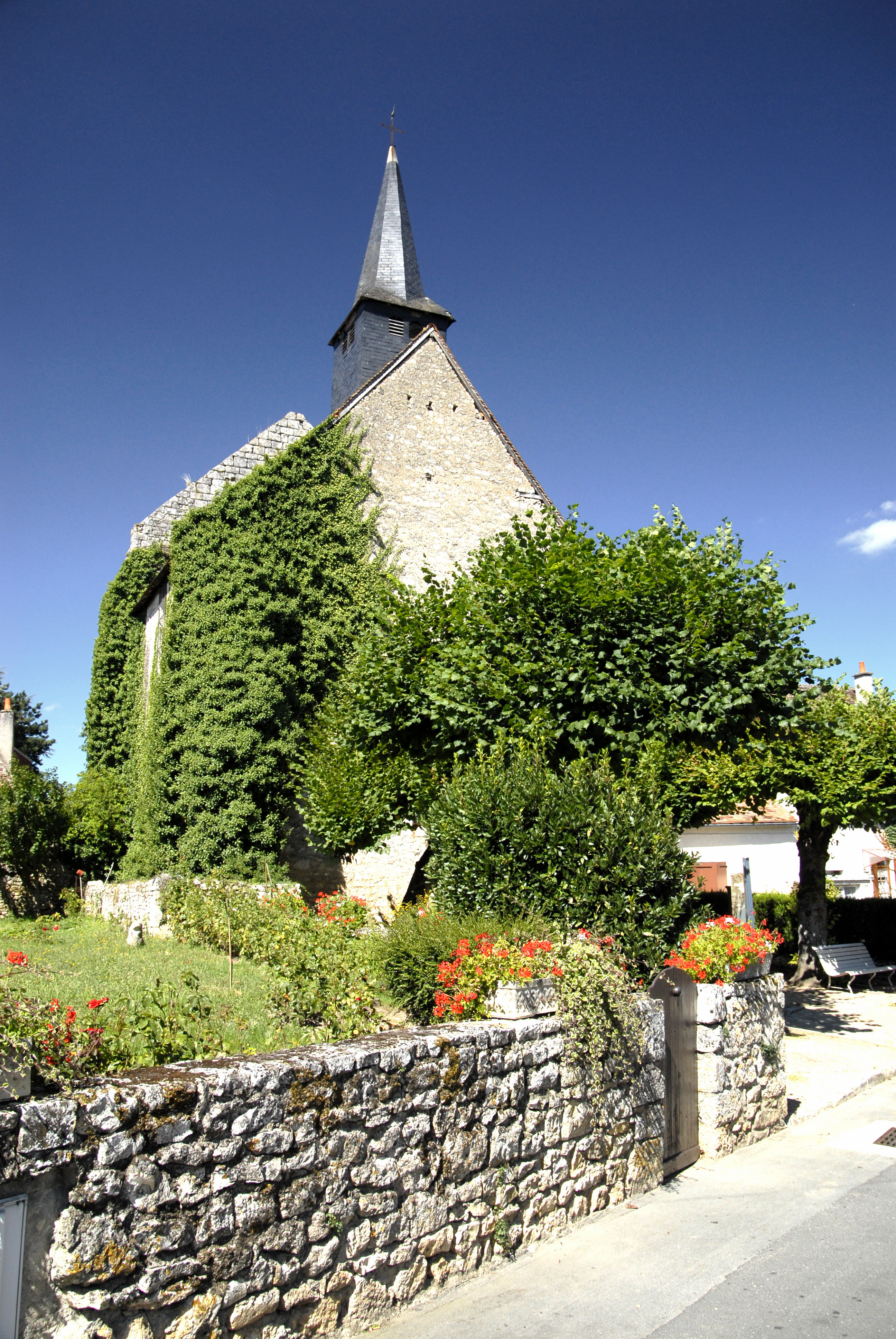
Ehemalige Abteikirche in Saint-Croix

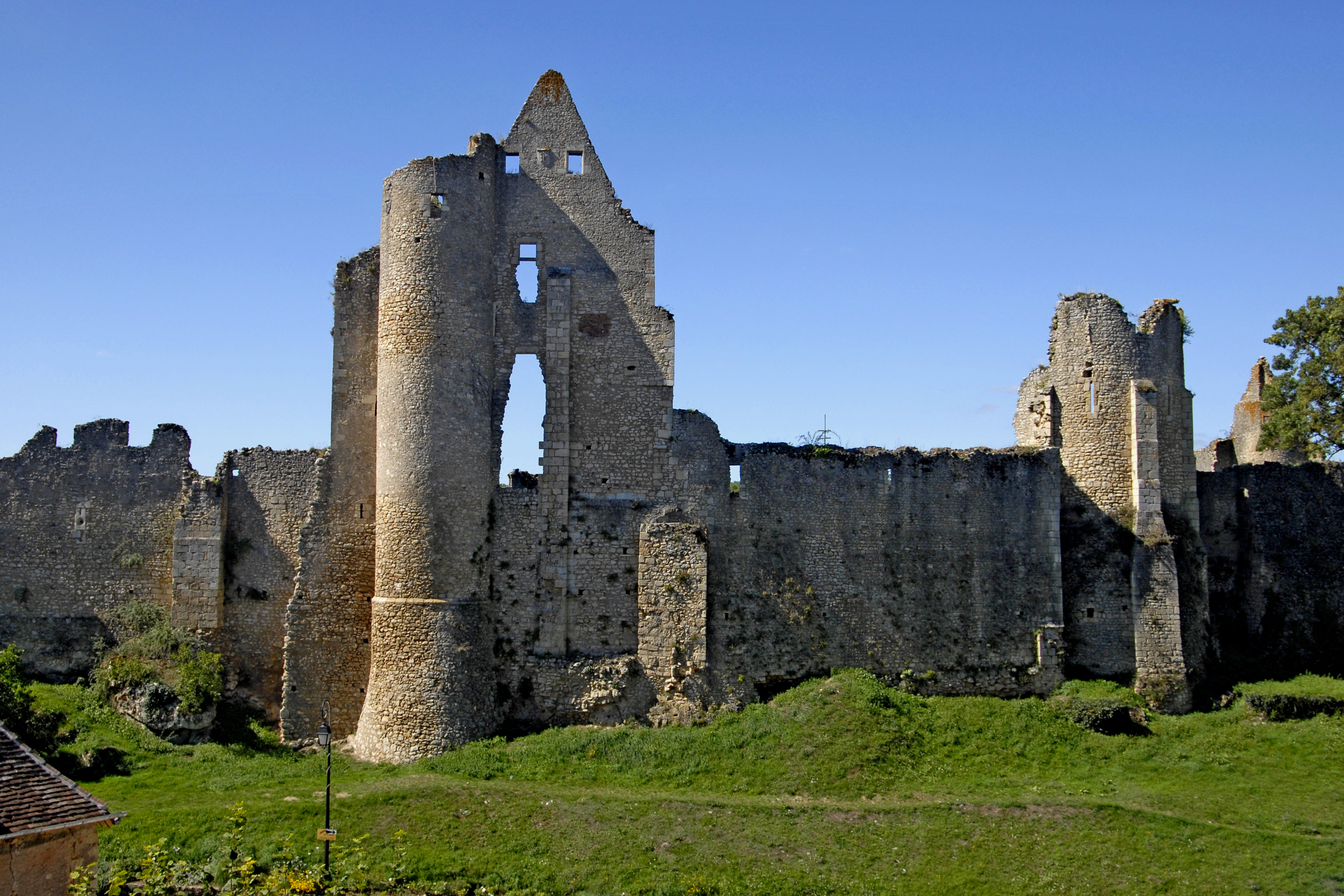
Burgruine, Dorfseite

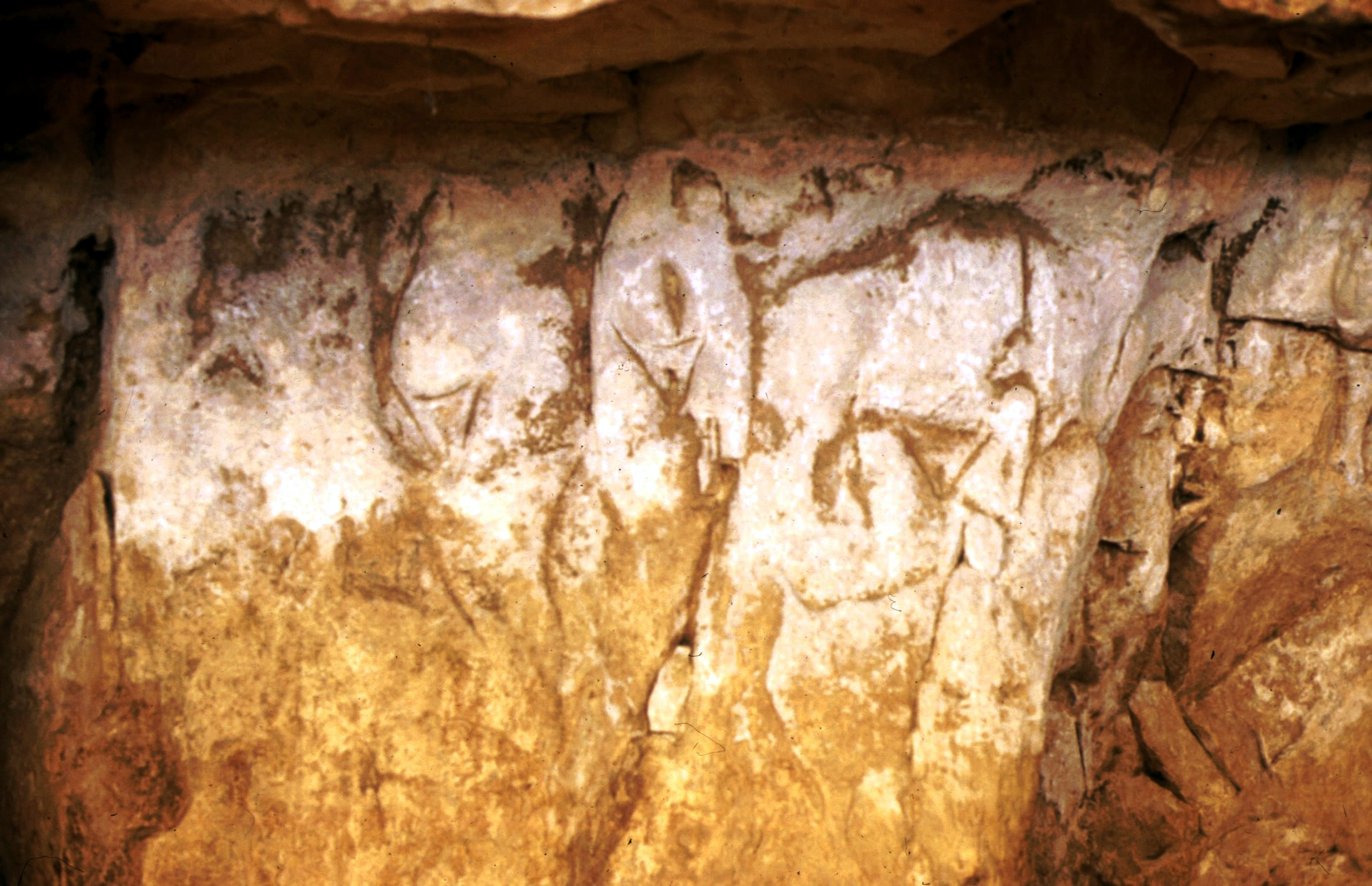
Roc-aux-Sorciers: Relief, Darstellung weiblicher Körper, Magdalénien

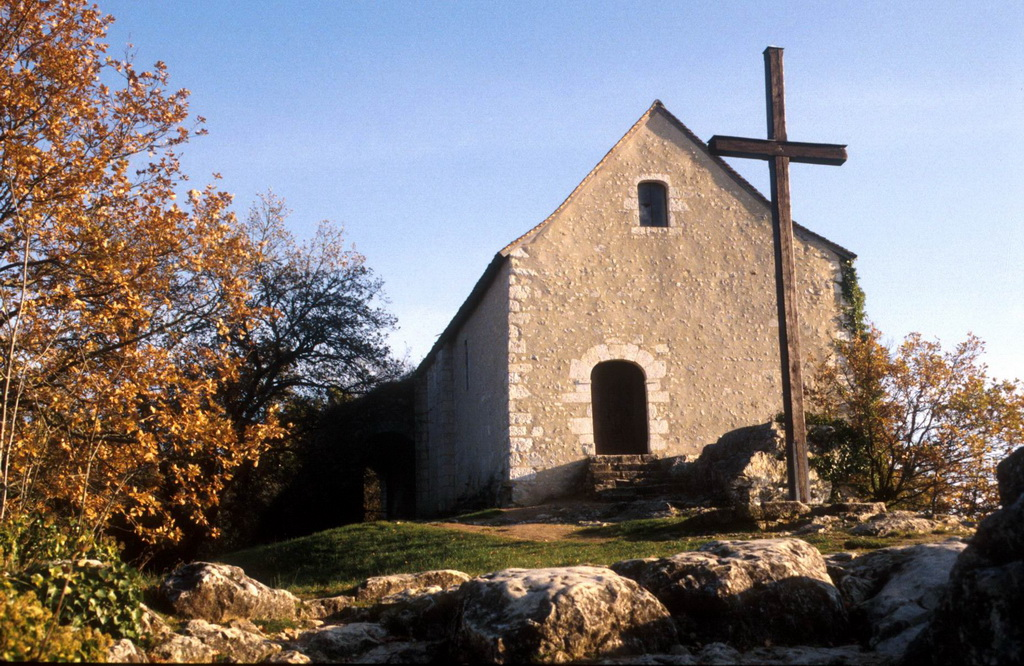
Kapelle Saint-Pierre

### Ort
Das Oberdorf gruppiert sich um den kleinen Marktplatz, auf dem die Statue eines Engels auf die Ursprünge des Ortsnamens hinweist. Vom am Ufer des Anglin befindlichen Unterdorf führt eine steinernen Brücke über den Fluss zum Ortsteil Saint-Croix.

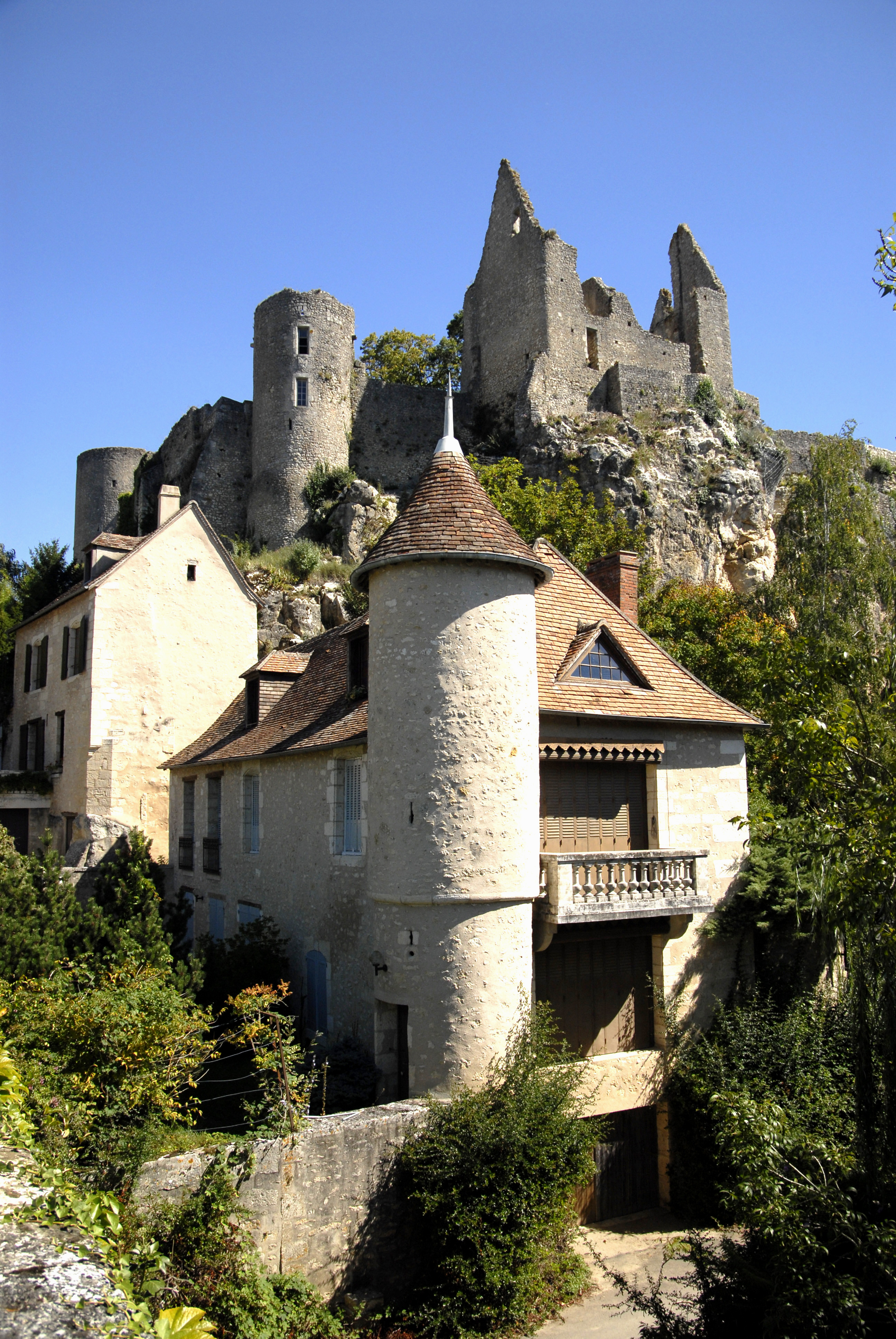
Im Unterdorf
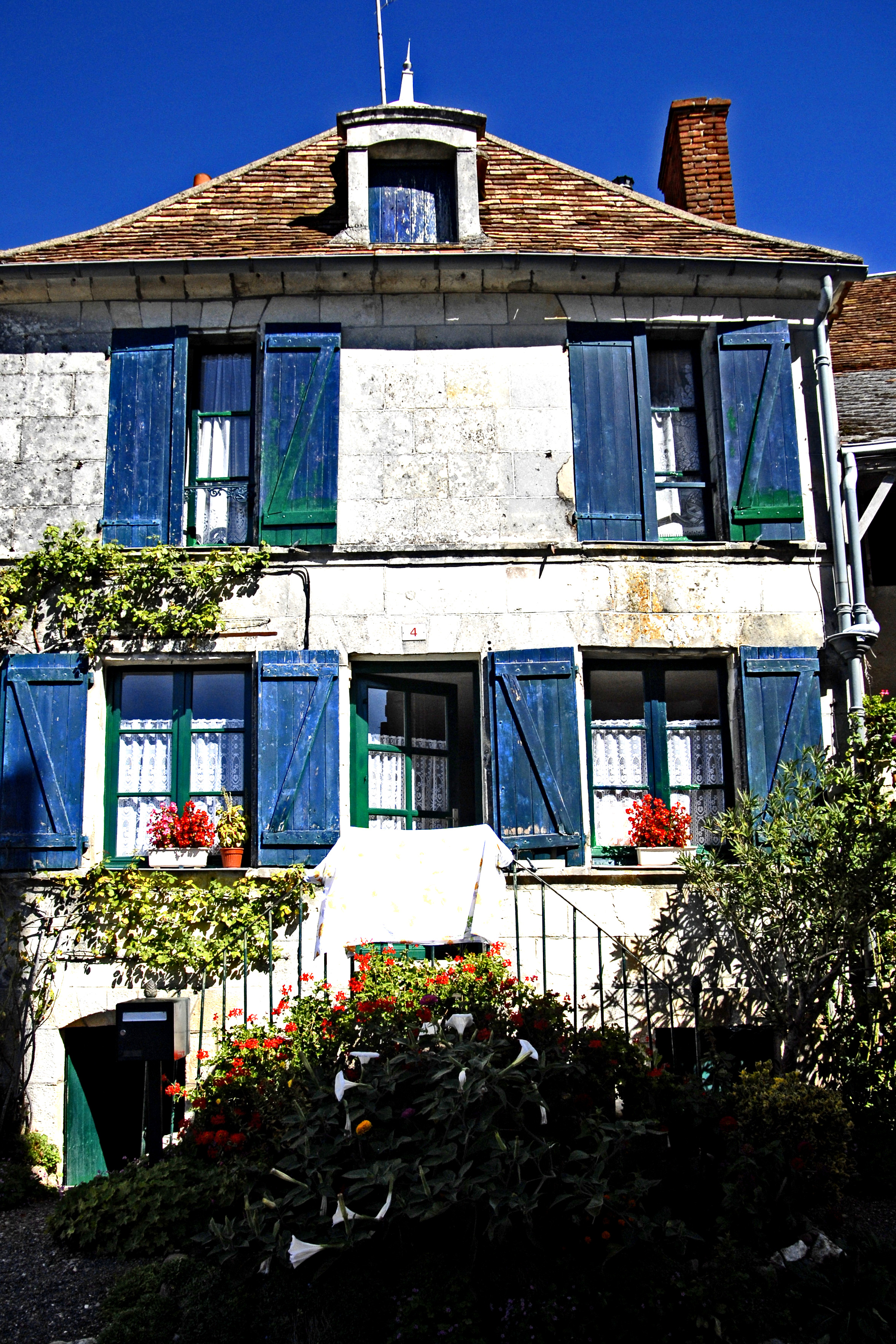
Haus mit blauen Läden
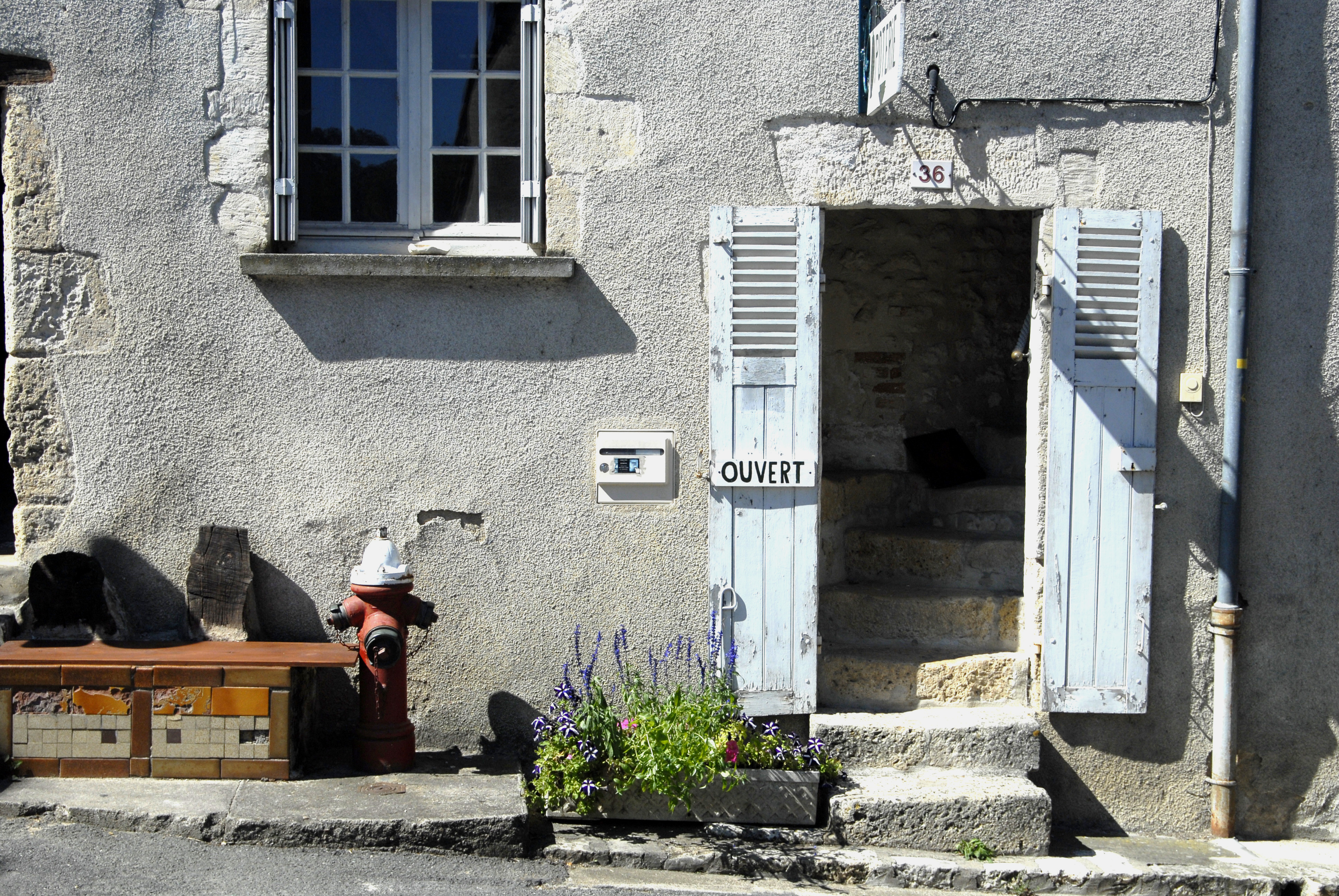
Hauseingang in Saint-Croix

### Abteikirche Saint-Croix
Hier führt eine Brücke an das gegenüberliegende Ufer zum Ortsteil St.-Croix mit dem Rest einer ehemaligen Abteikirche der Augustiner-Chorherren aus dem 13. Jahrhundert, auf deren Friedhof eine Lanterne des Morts (Totenlaterne) aus dem 12. Jh. zu besichtigen ist. Von der in den Religionskriegen zerstörten romanischen Klosterkirche, die ehemals ein Querhaus mit Vierungsturm und drei Apsiden besaß, hat sich lediglich ein Fragment des Langhauses erhalten. Die übrigen Ruinen der Kirche wurden 1835 bei der Anlage einer Straße abgebrochen.

### Festung
Die Ortslage wird beherrscht durch die heute noch stattlichen Ruinen einer mittelalterlichen Burg, deren Erbauung durch die Bischöfe von Poitiers veranlasst wurde und vom 12. bis in das 15. Jh. reichte. Die Reste der Festung bekrönen den Rücken eines 40 m senkrecht aus dem Talgrund über dem Fluss aufragenden Kalkfelsens. In seinem Schatten drängeln sich die betagten Häuser des Unterdorfs bis an die Ufer des Anglin.

### Roc-aux-Sorciers
Der „Felsen des Zauberers“ ist eine bedeutende prähistorische Fundstätte aus dem Magdalénien. Hier wurden große Bildreliefs gefunden. Die Fundstätte befindet sich etwa 1,5 Kilometer außerhalb des Ortes auf der rechten Flussseite. Die Nachbildung dieser Reliefs, darunter große Darstellungen weiblicher Körper, können im neuen Museum in der Ortschaft besichtigt werden.

### Kapelle Saint-Pierre
Sie wurde im 12. Jahrhundert auf den Resten der ehemaligen „Motte“ oberhalb der Burg errichtet. Sie ist getrennt von der Festung durch den „Englischen Graben“, eine natürliche Felsspalte.

### Wassermühle
Am Fuß des Burgfelsens befindet sich eine nicht mehr betriebene alte Wassermühle, die einst vom Anglin die Energie erhielt.

## Persönlichkeiten
- Jean de La Balue (1421–1491), Kardinal und Schatzmeister von Ludwig XI
- Louis Edmond Antoine Le Picard de Phélippeaux (1767–1799), royalistischer Artillerieoffizier